# Puebla parva
Puebla parva là một loài bướm đêm trong họ Geometridae.